# Бербанк (Каліфорнія)
Бербанк (англ. Burbank) — місто (англ. city) в США, в окрузі Лос-Анджелес штату Каліфорнія. Населення — 107 337 осіб (2020).

## Географія
Бербанк розташований за координатами 34°11′20″ пн. ш. 118°19′30″ зх. д. / 34.18889° пн. ш. 118.32500° зх. д. (34.188986, -118.324866). За даними Бюро перепису населення США в 2010 році місто мало площу 45,01 км², з яких 44,91 км² — суходіл та 0,10 км² — водойми.
Місто розташоване у східній частині долини Сан-Фернандо, на північ від ділового центру Лос-Анджелеса. Населення — 103 340 осіб..

### Клімат
| Клімат : Бербанк        | Клімат : Бербанк | Клімат : Бербанк | Клімат : Бербанк | Клімат : Бербанк | Клімат : Бербанк | Клімат : Бербанк | Клімат : Бербанк | Клімат : Бербанк | Клімат : Бербанк | Клімат : Бербанк | Клімат : Бербанк | Клімат : Бербанк | Клімат : Бербанк |
| Показник                | Січ.             | Лют.             | Бер.             | Квіт.            | Трав.            | Черв.            | Лип.             | Серп.            | Вер.             | Жовт.            | Лист.            | Груд.            | Рік              |
| Абсолютний максимум, °C | 33,3             | 33,3             | 36,7             | 40,6             | 41,7             | 43,9             | 45,6             | 43,9             | 45,0             | 42,2             | 36,7             | 33,3             | 45,6             |
| Середній максимум, °C   | 19,9             | 20,0             | 21,2             | 22,9             | 24,6             | 26,9             | 30,3             | 31,2             | 30,1             | 26,5             | 22,8             | 19,4             | 24,7             |
| Середня температура, °C | 12,7             | 13,3             | 14,6             | 16,4             | 18,6             | 20,8             | 23,6             | 24,1             | 22,8             | 19,4             | 15,3             | 12,3             | 17,8             |
| Середній мінімум, °C    | 5,5              | 6,6              | 8,0              | 9,9              | 12,6             | 14,7             | 16,8             | 16,9             | 15,6             | 12,2             | 7,8              | 5,1              | 11,0             |
| Абсолютний мінімум, °C  | −5,6             | −2,8             | −5               | 0,0              | 3,9              | 6,1              | 7,2              | 7,8              | 6,1              | 0,6              | −1,7             | −5,6             | −5,6             |
| Норма опадів, мм        | 90               | 114              | 75               | 28               | 9                | 3                | 1                | 2                | 6                | 25               | 27               | 61               | 440              |
| Днів з опадами          | 6,2              | 6,8              | 5,8              | 3,3              | 1,4              | 0,7              | 0,2              | 0,4              | 1,0              | 2,5              | 3,0              | 5,2              | 36,5             |
| ----------------------- | ---------------- | ---------------- | ---------------- | ---------------- | ---------------- | ---------------- | ---------------- | ---------------- | ---------------- | ---------------- | ---------------- | ---------------- | ---------------- |
| Джерело: NOAA           |                  |                  |                  |                  |                  |                  |                  |                  |                  |                  |                  |                  |                  |

## Історія
Датою заснування вважається 1 травня 1887. Місто названо ім'ям поселенця Девіда Бербанка, дантиста та підприємця.

## Демографія
Згідно з переписом 2010 року, у місті мешкало 103 340 осіб у 41 940 домогосподарствах у складі 25 422 родин. Густота населення становила 2296 осіб/км². Було 44309 помешкань (984/км²).
Расовий склад населення:
| - 72,7 % — білих - 11,6 % — азіатів - 2,5 % — чорних або афроамериканців - 0,5 % — корінних американців - 0,1 % — вихідців з тихоокеанських островів - 7,7 % — осіб інших рас |

До двох чи більше рас належало 4,8 %. Частка іспаномовних становила 24,5 % від усіх жителів.
За віковим діапазоном населення розподілялося таким чином: 19,8 % — особи молодші 18 років, 66,9 % — особи у віці 18—64 років, 13,3 % — особи у віці 65 років та старші. Медіана віку мешканця становила 38,9 року. На 100 осіб жіночої статі у місті припадало 93,6 чоловіків; на 100 жінок у віці від 18 років та старших — 91,6 чоловіків також старших 18 років.
Середній дохід на одне домашнє господарство становив 84 002 долари США (медіана — 66 076), а середній дохід на одну сім'ю — 99 636 доларів (медіана — 81 902). Медіана доходів становила 60 218 доларів для чоловіків та 51 192 долари для жінок. За межею бідності перебувало 11,0 % осіб, у тому числі 11,0 % дітей у віці до 18 років та 11,3 % осіб у віці 65 років та старших.
Цивільне працевлаштоване населення становило 53 527 осіб. Основні галузі зайнятості: освіта, охорона здоров'я та соціальна допомога — 19,5 %, науковці, спеціалісти, менеджери — 13,5 %, інформація — 13,5 %.

## Економіка
Індустрія розваг є основою економіки міста Бербанк. У Бербанку розташовані штаб-квартири та установи таких компаній як The Walt Disney Company, Warner Bros., Viacom, Cartoon Network, DiC Entertainment, Ен-Бі-Сі, ABC, Nickelodeon, Warner Music Group і Yahoo!.

### Найкращі роботодавці
За даними 2012 року, найкращими роботодавцями в місті є:
| #  | Роботодавець                           | # працівників |
| -- | -------------------------------------- | ------------- |
| 1  | The Walt Disney Company                | 9466          |
| 2  | Warner Bros.                           | 8000          |
| 3  | Providence Saint Joseph Medical Center | 3500          |
| 4  | NBCUniversal                           | 2045          |
| 5  | Burbank Unified School District        | 2010          |
| 6  | Yahoo!                                 | 1800          |
| 7  | City of Burbank                        | 1580          |
| 8  | Аеропорт Голлівуд Бербанк              | 1400          |
| 9  | WMC Mortgage                           | 900           |
| 10 | Health Line Clinical Lab               | 560           |

## Відомі жителі Бербанка

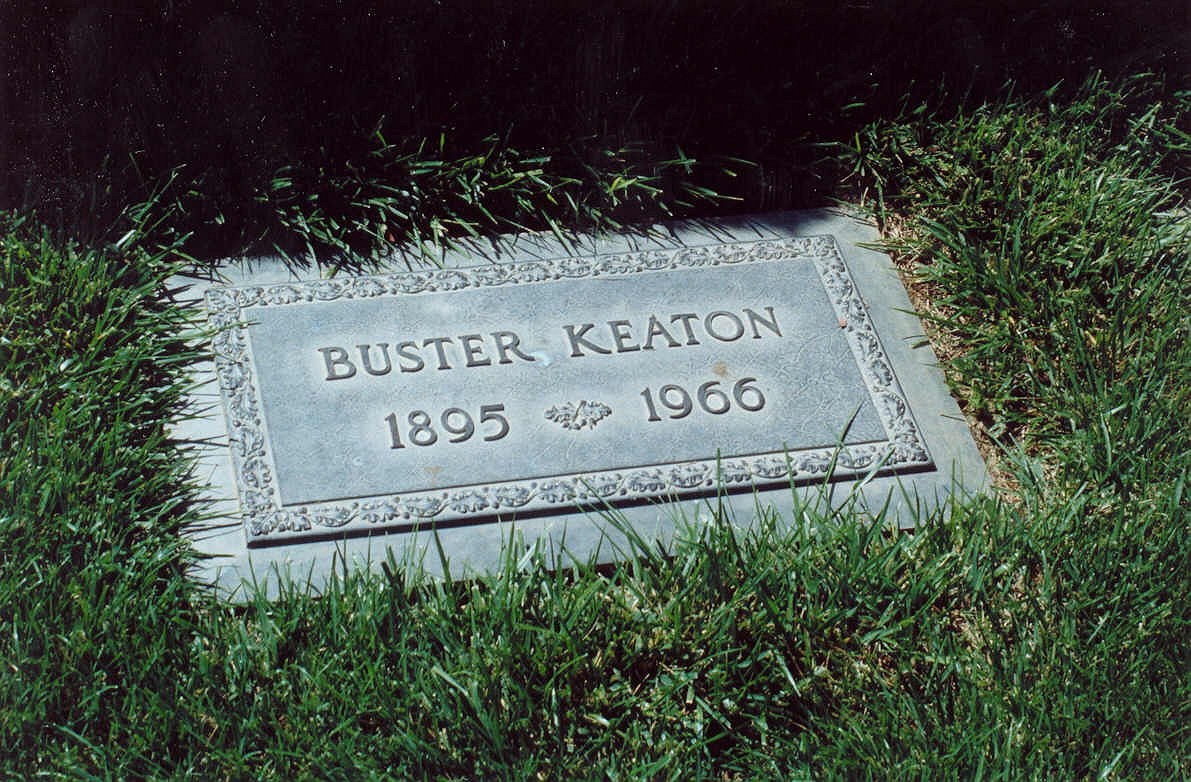
Buster Keaton

Так само у місті Бербанк (Burbank) відбуваються дії фільму «Гарлі Девідсон та Ковбой Мальборо» про що сказано на початку фільму та показано вивіску «Аеропорт Бербанк».

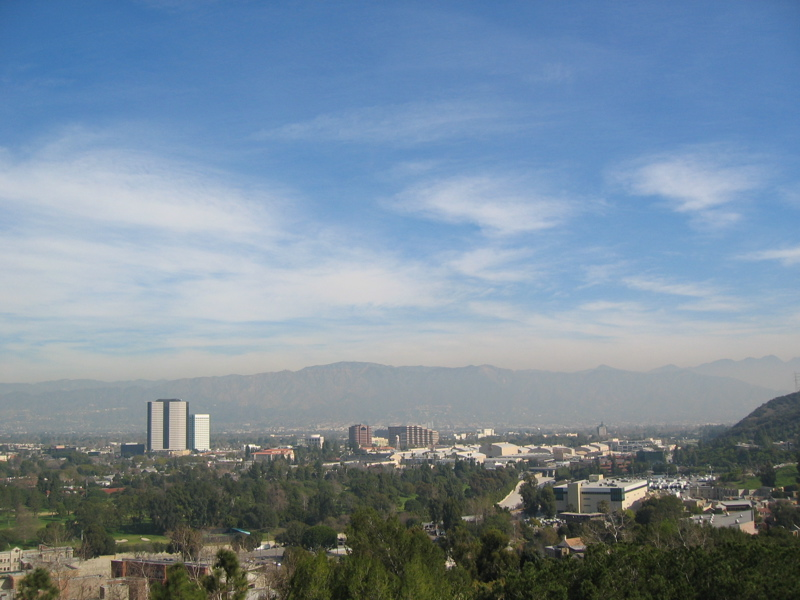

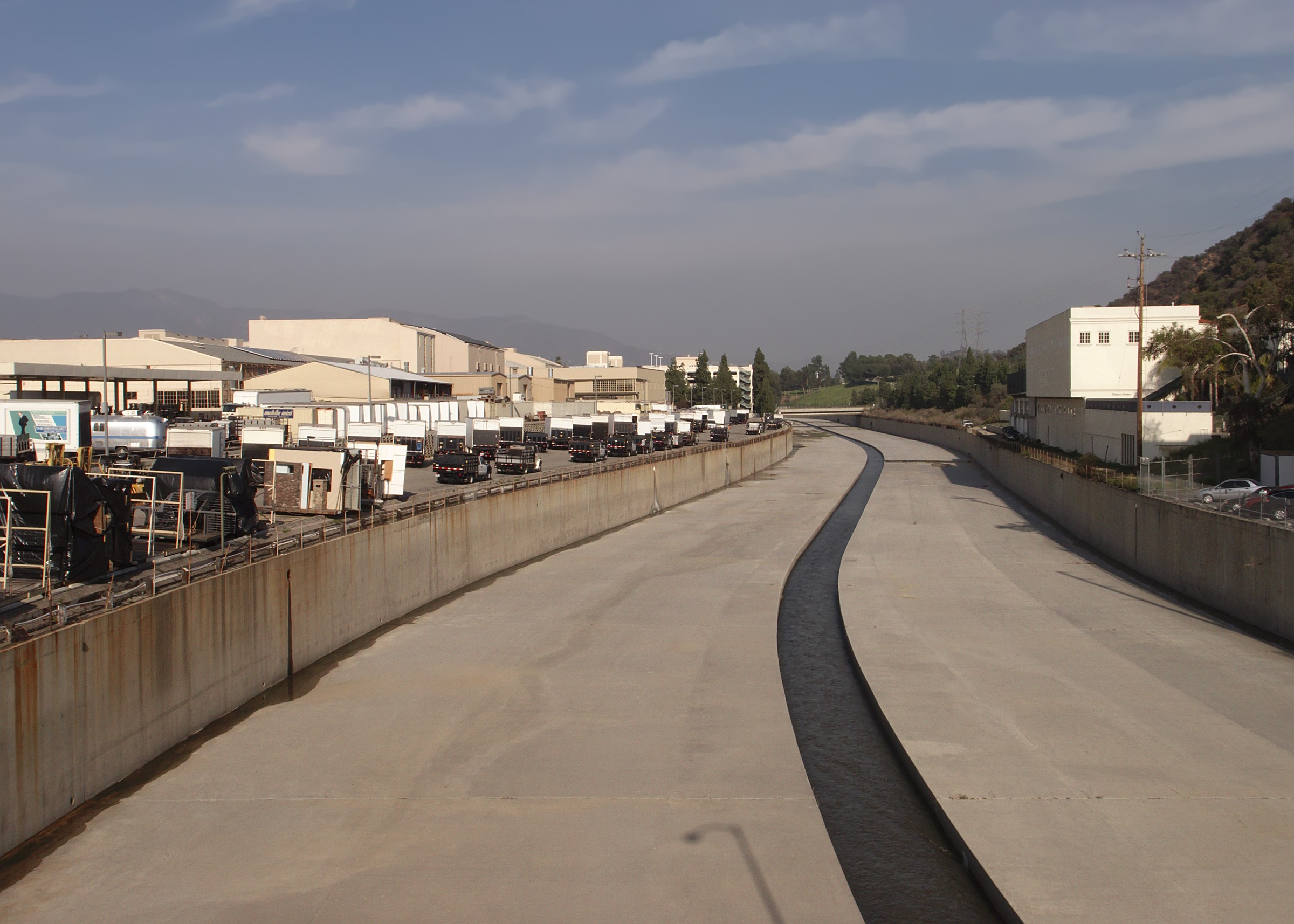
Річка Лос-Анжелес у Бюрбенці дивлячися на схід з Олив Авеню. Зліва студія Ворнер бразерс у власне Бюрбенці й справа найсхідніша гора Санта-Моніцьких гір.

- Тім Бертон (нар. 1958), режисер, продюсер, письменник, кінорежисер. «Едвард Руки-ножиці», «Жах перед Різдвом»
- Керрі Фішер (1956—2016), акторка, сценаристка, гумористка
- Масіела Луша (б. 1985), акторка, письменниця
- Марк Гармон (б. 1951), актор[10]
- Рон Говард (нар. 1954), актор, кінорежисер та продюсер. «Код да Вінчі»;
- Блейк Лайвлі (б. 1987), акторка
- Гейлі Макфарланд (б. 1991), акторка
- Шон Пенн (б. 1960), актор
- Грег Плітт (1977—2015), фітнес-модель, актор.[11]
- Бонні Райтт (б. 1949), блюзовий співак, автор пісень, музикант і активіст
- Деббі Рейнольдс (1932—2016), акторка, співачка
- Джейсон Ріттер (б. 1980), актор, виріс в Бюрбанку, сина Джона Ріттера[12]
- Джон Ріттер (1948—2003), актор, телеведучий, народився і виріс у Бюрбанку, син Текса Ріттера, батька Джейсон Ріттер
- Адам Шифф (б. Конгресмен США 1960),
- Антон Єльчин (1989—2016), актор[13]
- Джульєт Андерсон — порноакторка;
- Ренді Роудз (1956–1982) — гітарист в Ozzy Osbourne
- Клінт Говард (*1959) — американський актор
- Мартін Скорсезе — кінорежисер, продюсер та сценарист;
- Віл Вітон — письменник, актор. «Зоряний шлях: Наступне покоління»;
- Гіджет Гейн — музикант.
- Томмі Джо Ретліфф — музикант.

## Міста-побратими
- Патерна (ісп. Paterna), Іспанія
- Габороне (англ. Gaborone), Ботсвана
- Інчхон (кор. 인천 광역시;仁川 广域 市), Південна Корея
- Ота (яп. 太 田 市), Японія
- Сольна (швед. Solna), Швеція